# Ишрат-хаули
Ишрат-хаули (узб. Ishrat hovli) — памятник архитектуры в хивинской цитадели Ичан-Кала, построенный в 1832—1834 годах. Постройка находится в восточной части дворца Таш-Хаули и служила гостиницей для гостей правителя.
В настоящее время входит в список материального культурного наследия Узбекистана республиканского значения. Входит в список всемирного культурного наследия как часть исторической части города Хива.

## История
Ишрат-хаули построено по приказу Аллакули-хана, в качестве пристройки во дворе дворца Таш-Хаули, который являлся главным дворцом хивинских ханов в это время. Общая площадь постройки 43х36,5 метров. Постройка использовалась для проведения церемоний, культурных развлечений и приёмов послов. Южный вход в помещения проходил через одноколонный вход. Главный вход украшен резными деревянными колоннами и панджара. Входной портал сооружения украшен майоликой со светлым разрисованным потолком и маленькими башнями по бокам, схожи по интерьеру с театром и полны торжественности. Внутреннее пространство постройки украшено резьбой по ганчу, мукарнасами и изображением цветущих деревьев и фруктов в чёрном, синем и красном цветах. Посреди двора сооружена круглая кирпичная площадка для летнего отдыха.
По периметру двора в Ишрат-хаули устроены комнаты для гостей и службы с айванами на втором этаже, а в центре двора, на возвышенной круглой площадке ставилась по традиции юрта для приемов гостей из кочевников. В Ишрат-Хаули на мраморной базе большого айвана выбита дата постройки — 1832 год.
Вначале были возведены традиционный двор приемов — Арзхона, а затем Ишрат-хаули. Оба эти двора оформлены высокими айванами, и их южная сторона замыкается главным залом. С остальных трех сторон дворы были окружены помещениями для придворных. Над ними на втором этаже расположены комнаты с глубокими лоджиями, навесы которых поддерживают стройные резные колонны. Здесь хан вел разбор жалоб и вершил суд, а через специальный выход осужденных выводили на публичную казнь.
В планировке зодчие дворца опирались как на традиции старых хорезмийских усадеб (к примеру, в гареме организация женской половины), так и на традиции крепостной архитектуры, выразившейся в организации наружных глухих фасадов.